# Boulevard Ham Nghi
La boulevard Hàm Nghi (vietnamien : Đường Hàm Nghi) est un boulevard est-ouest du 1er arrondissement, du centre-ville d'Hô Chi Minh-Ville au Viêt Nam. La boulevard s'étend du boulevard Tôn Đức Thắng (quai de la rivière de Saïgon) jusqu'à la place Quách Thị Trang (en face du marché Bên Thành).

## Histoire
Le boulevard était à l'origine une voie navigable connue en vietnamien sous le nom de rạch Cầu Sấu (traduisant par « arroyo du pont des crocodiles »). Selon l'érudit Trương Vĩnh Ký, la arroyo tire son nom du fait qu'il y avait autrefois un réservoir de crocodiles dans la région, où les crocodiles étaient élevés pour leur viande.
À la suite de la conquête française de Saïgon, les rues de part et d'autre de la crique furent d'abord désignées par le n° 3, puis reçurent respectivement les noms de rue Dayot et de rue de Canton. Le cours d'eau fut ensuite comblé puis par décret du 14 mai 1877, les deux rues reçurent un seul nom : boulevard de Canton. Dans les années 1880, la ligne de chemin de fer Saïgon - Mytho a été construite au centre du boulevard. Le 24 février 1897, le conseil municipal décide de diviser le boulevard en deux rues distinctes de part et d'autre de la voie ferrée, chacune portant le nom d'un amiral français : la rue Krantz au nord et la rue Duperré au sud. Puis le 22 avril 1920, après le déplacement du terminus ferroviaire dans la zone occupée aujourd'hui par le parc du 23 septembre, le conseil municipal décide de reprendre le nom de « boulevard » pour les rues, et le nom de boulevard de la Somme est choisi, après la bataille de la Somme, l'une des batailles les plus meurtrières de la Première Guerre mondiale.
En 1955, le boulevard a été rebaptisé boulevard Hàm Nghi par le gouvernement du Sud-Vietnam, en hommage à l'ancien empereur d'Annam Hàm Nghi,.